# Strategischer Sieg
Als Strategischer Sieg wird in der Kriegswissenschaft bzw. Kriegskunst ein Sieg oder eine Summe von Einzelsiegen in Schlachten oder Gefechten oder eine Summe von Erfolgen bezeichnet, die zur Erreichung des zentralen Kriegsziels oder mehrerer zentraler Kriegsziele aufgrund einer einheitlichen Strategie führen. Die Situation einer Strategischen Niederlage ist entsprechend erreicht, wenn eine Kriegspartei ihr zentrales Kriegsziel oder ihre zentralen Kriegsziele nicht mehr verwirklichen kann.

## Allgemeines
Oberstes Kriegsziel ist allgemein der militärische Sieg. Dies wurde in einigen Armeen relativiert: „Das Hauptziel der USA besteht darin, eine Auseinandersetzung schnell und entschlossen auf eine Art und Weise zu beenden, die am besten geeignet ist, ihre Eskalation zu einem allgemeinen (Atom-)Krieg zu verhindern“. Carl von Clausewitz schrieb 1832: „Die Strategie hat ursprünglich nur den Sieg, d. h. den taktischen Erfolg, als Mittel, und in letzter Instanz, die Gegenstände, welche unmittelbar zum Frieden führen sollen, als Zweck“.

## Definition

### Der Angreifer und seine Kriegsziele
Für den Angreifer definiert also die Ermöglichung des Erreichens folgender typischer Kriegsziele (in tendenziell aufsteigender Feindseligkeit) einen strategischen Sieg:
- Erpressen einer hohen Kontribution und/oder eine einmalige Ausplünderung
- Erpressen von dauernden Kontributionen, also Tributen (z. B. Attila gegen das Römische Reich, Mongolenstämme gegen das kaiserliche China)
- Durchsetzung politischer Forderungen (z. B. das Öffnen von Häfen für den Handel oder gar freien Rauschgifthandel: die beiden Opiumkriege gegen China, Recht auf Niederlassung, z. B. germanische Stämme im römischen Reich)
- Das Abtreten einer Stadt, einer Kolonie oder Provinz (z. B. viele Kolonialkriege zwischen Europäern, der Kampf um das Elsass zwischen deutschen und französischen Regierungen)
- Die Eingliederung des ganzen angegriffenen politischen Gebildes in das Reich oder Kolonialreich des Eroberers (z. B. die Eroberungskriege der frühen Reiche im Zweistromland, Alexanders des Großen, der Römer, von König Zheng von Qin, von Dschingis Khan, der Osmanen, der Azteken und Inkas, des Spanischen Kolonialreichs, des Russischen Kaiserreichs und des Britischen Weltreichs, bisher das größte Reich).
- Die gewaltsame Durchsetzung einer Religion oder Ideologie in einem angegriffenen Gebiet. (z. B. der gescheiterte Krieg des katholischen spanischen Königs Philipp II. gegen das protestantische England mittels der Spanischen Armada)
- Die komplette Vertreibung einer Bevölkerung (z. B. der aufständischen Juden durch die Römer, von teils romanisierten Kelten in Süddeutschland durch germanische Stämme)
- Die dauernde Verschleppung und eventuell Versklavung einer Bevölkerung (z. B. die Verschleppung der Israeliten durch Babylon, die jahrhundertelange Sklaverei, die die Messenier durch die Spartaner erdulden mussten.)
- Die physische Ausrottung einer Bevölkerung (z. B. die Ermordung ganzer Stadtbevölkerungen durch Timur, Kriegsziele Hitlers im Osten)

Je nach Feindseligkeit des Kriegsziels und Kräfteverhältnis sowie der Moral und psychischen Stärke der beteiligten Führungskräfte, Truppen und Bevölkerungen ist das Maß des nötigen Erfolges für einen strategischen Sieg sehr unterschiedlich. Bei überschaubaren Kriegszielen und wenig kriegerischen Verteidigern reichen unter Umständen bereits überschaubare Siege, um den moralischen Widerstand der Verteidiger zu überwinden. Je fürchterlicher die Ziele sind oder den Verteidigern erscheinen oder je entschlossener die Verteidiger sind, desto eher ist ein strategischer Sieg erst erreicht, wenn die Streitkräfte des Gegners tatsächlich zerschlagen sind.

### Verteidiger
Der (strategische) Verteidiger erzielt umgekehrt einen strategischen Sieg, wenn eine Verteidigungshandlung, also z. B. eine Abwehrschlacht oder die wirksame Unterbrechung der Versorgung des Angreifers, die Moral des Angreifers bricht, so dass er seine feindselige Absicht, also sein Kriegsziel, aufgibt oder wenn er die Möglichkeit zum weiteren Angriff verliert, insbesondere durch weitgehende Vernichtung der Truppen oder Verlust von deren Angriffsmoral.
Ein Beispiel für einen Strategischen Sieg eines Verteidigers ist die Luftschlacht um England im Zweiten Weltkrieg. Der Versuch Hitler-Deutschlands durch Luftangriffe die britische Luftwaffe zu vernichten und so die Luftherrschaft zu erlangen, als Voraussetzung für eine Invasion Großbritanniens (Operation Seelöwe), scheiterte an der erfolgreichen Gegenwehr der Royal Air Force. Der Angreifer musste seine Invasionsabsicht, mit dem Ziel der dauernden Eingliederung des Landes in sein Reich, aufgeben und erlitt korrespondierend eine Strategische Niederlage.
Gelingt es nicht, den Gegner durch Siege zu entmutigen, so dass er nachgibt, ist es für Angreifer und Verteidiger also nötig, den Gegner wehrlos zu machen.

## Grundlagen und Bedingungen strategischer Siege

### Gewonnene Gefechte
Die Grundlage strategischer Siege sind meist Siege in taktischen Gefechten. Damit aus taktischen Siegen strategische Siege werden, müssen diese aber meist ein großes Gewicht haben, etwa die Vernichtung der Hauptarmee (z. B. Sieg der Griechen in der Schlacht bei Marathon über die persische Invasionsarmee und Karl Martells Sieg in der Schlacht von Tours und Poitiers über die Invasionsarmee der Sarazenen). Solange Sieger und Besiegte vergleichbare Verluste haben und dem Besiegten ein geordneter Rückzug möglich ist, der Besiegte also nicht zerschmettert wird und sein Widerstandswille nicht erlahmt, kann ein Krieg trotz verlorener Schlachten lange weitergehen, so etwa der Siebenjährige Krieg, den Preußenkönig Friedrich II. entfesselt hat. Vgl. auch Pyrrhus-Sieg.
Ein großes Land wie Russland zu Zeiten Napoleons oder die Sowjetunion zur Zeit des Zweiten Weltkrieges kann viele Schlachten mit verheerenden Verlusten erleiden, ohne dass aus großen Siegen des Angreifers jemals ein strategischer Sieg wird.
Eine klassische Definition von Carl von Clausewitz lautet: "Die Strategie ist nichts ohne das Gefecht; denn das Gefecht ist der Stoff, dessen sie sich bedient, das Mittel, das sie anwendet. So wie die Taktik der Gebrauch der Streitkräfte im Gefecht ist, so ist die Strategie der Gebrauch des Gefechtes, das heißt die Verbindung der einzelnen Gefechte zu einem Ganzen, zu dem Endzweck des Krieges."
Über das notwendige Gewicht von Siegen gibt es einen über 2300 Jahre alten Absatz des chinesischen Kriegstheoretikers Sun Bin: ...Es gibt fünf Faktoren, die zur Niederlage führen. Nur einer davon reicht aus, dass man nicht siegen kann. Im Krieg kommt es oft vor: Manche können viele feindliche Soldaten töten, aber nicht die Offiziere des Feindes gefangen nehmen; manche können die Offiziere des Feindes gefangen nehmen, aber nicht die Feldlager des Feindes erobern; manche können die Feldlager des Feindes erobern, aber nicht den General der feindlichen Armee gefangen nehmen; manche können sowohl die ganze Armee des Feindes vernichten als auch den General der feindlichen Armee töten. Deshalb ist es für den Feind unmöglich, einer Niederlage zu entgehen, solange man das Kriegsgesetz beherrscht. ...

### Versorgung
Es gibt aber auch Beispiele, z. B. bei Stillstand der Kriegsführung, etwa der Belagerung von Städten oder Festungen, dass der Hunger Angreifer oder Verteidiger zum Aufgeben zwang. Auch das Abschneiden von Nachschub, bei modernen Armeen vor allem von Munition und Treibstoff – so z. B. beim Deutschen Afrikakorps im Zweiten Weltkrieg – kann Basis eines strategischen Sieges sein. Ein klassisches Beispiel für einen aus Mangel an Versorgung gescheiterten Angriff ist Napoleons Russlandfeldzug von 1812.

### Ausrüstung und Ausbildung
Auch wenn die Überlegenheit der Ausrüstung nicht zwingend eine Voraussetzung für das Erreichen eines strategischen Sieges darstellt, wie am besten der Vietnamkrieg beweist, kann sie jedoch gefechtsentscheidend sein und so am Ende auch auf strategischer Ebene wirken. Auch Waffen und Fahrzeuge können zum Teil deutlichen Einfluss haben. So hatte  der Treibstoffmangel auf deutscher Seite in den letzten Monaten des Zweiten Weltkrieges zur Folge, dass an sich einsatzbereite Flugzeuge am Boden bleiben mussten und die Alliierten so die uneingeschränkte Lufthoheit besaßen. Gleichermaßen kann, wenn dieses sich auf große Teile der Streitmacht bezieht, die bessere Ausbildung eine Rolle spielen. Am deutlichsten zeigte sich dieses während des Anfangs beim Überfall auf die Sowjetunion. Dort stand die Wehrmacht meist nicht ausgebildeten und nur sehr schlecht ausgerüsteten Soldaten der Roten Armee gegenüber, welche schlicht von ihr überrannt wurden.

### Moral, Kampfeswillen, Rücksichtslosigkeit, Strategeme
Auch der Kampfeswille der Beteiligten spielt eine entscheidende Rolle. Die USA haben im Vietnamkrieg fast alle Schlachten gewonnen, aber der Verlust von etwa 60.000 Soldaten erschütterte den Kriegswillen der USA bis zur Aufgabe, während die nordvietnamesische Führung trotz des Todes von ca. 1 Million Soldaten und 4,5 Millionen Zivilisten immer weiter kämpfte.
Während des Einsatzes der britischen Armee im Nordirlandkonflikt traten hohe Verluste auf. Zur Erläuterung einer sehr kühlen und wenig beeindruckten Einstellung zu solchen Verlusten sei hier eine Einschätzung des Nordirlandministeriums an den Direktor des MI5 Patrick Walker von 1984 zitiert: "Die Statistiken belegen einen beträchtlichen Rückgang der Gewalt in der Provinz im Laufe der letzten 10 Jahre. Zum Beispiel wurden 1972 bei mehr als 10.000 Vorfällen fast 500 Menschen getötet, während im vergangenen Jahr nicht einmal 80 Menschen bei ein paar hundert Vorfällen umkamen. Die letzte Zahl entspricht weniger als der Hälfte der Zahl der Menschen, die jedes Jahr auf den Straßen Nordirlands sterben. Deshalb ist die Lage, so inakzeptabel sie derzeit auch sein mag, längst nicht so schlecht, wie manche Medien oder die Terroristen selbst es der Welt einreden wollen." Nordirland ist trotz jahrzehntelangen Terrors heute noch Teil von Großbritannien. Mit der IRA wurde später ein Friedensvertrag geschlossen.
Der chinesischiche Feldherr und Militärstratege Sun Bin schrieb zum Thema Rücksichtslosigkeit: Der General muss die Soldaten wie liebe Kinder behandeln, sie wie verwöhnte Kinder umsorgen, sie wie verehrte Lehrer respektieren und sie schonungslos wie Erde und Gras einsetzen.
Weit mehr als im Westen ist seit jeher die Bedeutung der Beeinflussung des Willens des Gegners im Bewusstsein der chinesischen Kultur verankert. Zu den Mitteln gehören die auch im Westen bekannten Mittel der Einschüchterung, Einsatz von Einflussagenten, Propaganda, Bündnisse mit Gruppen im Lager des Gegners und fünfte Kolonnen, als Besonderheit aber das systematische Einsetzen von List und Überraschung, vor allem die seit Jahrhunderten gepflegte Lehre von den 36 Strategemen. Die klassische Lehre lieferte Chinas berühmtester Militärstratege Sun Zi in seinem Kapitel Angriff mit Strategem:
Sun Zi sagte: Die beste Taktik im Krieg ist, das Land des Feindes als Ganzes zu erobern; es zu zerstören ist von untergeordneter Bedeutung. Die Armee des Feindes als Ganzes zu unterwerfen, ist besser als sie zu vernichten. ... Deshalb sind diejenigen, die sich auf die Kriegführung verstehen, in der Lage, den Feind ohne Kampf zu bezwingen, seine Festungen ohne Ansturm zu erobern und sich seines Staats ohne lang andauernde Operationen zu bemächtigen. Ihr Ziel ist, durch strategische Überlegenheit alle unter dem Himmel zu besiegen. So können ihre Truppen Siege erringen, ohne dass sie ermattet sind. Das ist die Kunst des Angriffs mit Strategem.

### Verbündete
Auch schwere Niederlagen mit weitgehendem Verlust der Streitkräfte können unter Umständen überstehbar sein, also nicht in einer strategischen Niederlage enden, wenn es gelingt, die Zeit bis zum Eintreffen bzw. Gewinnen von Verbündeten zu überstehen.

## Weitere Anwendungen des Begriffes im Bereich der Kriegskunst
Bei Kriegen auf vielen Kriegsschauplätzen, z. B. Kolonialkriegen, wird auch bei Siegen, die in einem Gebiet das Erreichen des örtlichen Kriegsziels ermöglichen, von strategischen Siegen gesprochen. Gleichwohl kann z. B. ein kompletter Sieg über eine Kolonialarmee, wenn der Krieg auf dem Hauptkriegsschauplatz verloren geht, im Gesamtfrieden wertlos werden.

## Außerkriegerische Anwendungen
Wie viele Begriffe aus der Militärsprache wird der Begriff Strategischer Sieg auch in nichtkriegerischen Zusammenhängen benutzt. Strategischer Sieg meint dann meist Siege, die ebenfalls das Erreichen von Hauptzielen ermöglichen, manchmal aber auch nur besonders wichtige oder geschickt vorbereitete Siege.

### Castros Memoiren
2010 wählte Fidel Castro den Begriff Der strategische Sieg als Titel für den ersten Band seiner Memoiren, in dem er seine Erfahrungen als Guerilla und seinen siegreichen Kampf gegen die Regierung von Kubas früheren Diktator Fulgencio Batista beschreibt, den Castro später ablöste.